# APT.
APT.（アパトゥ、아파트）はニュージーランド出身の韓国の歌手・ロゼ（BLACKPINK）とアメリカのシンガーソングライター・ブルーノ・マーズによる楽曲。2024年10月18日にTHE BLACK LABELとアトランティック・レコードから配信された。楽曲タイトルは韓国の飲み会で行われる「アパトゥ・ゲーム」の掛け声に由来する。

## 概要

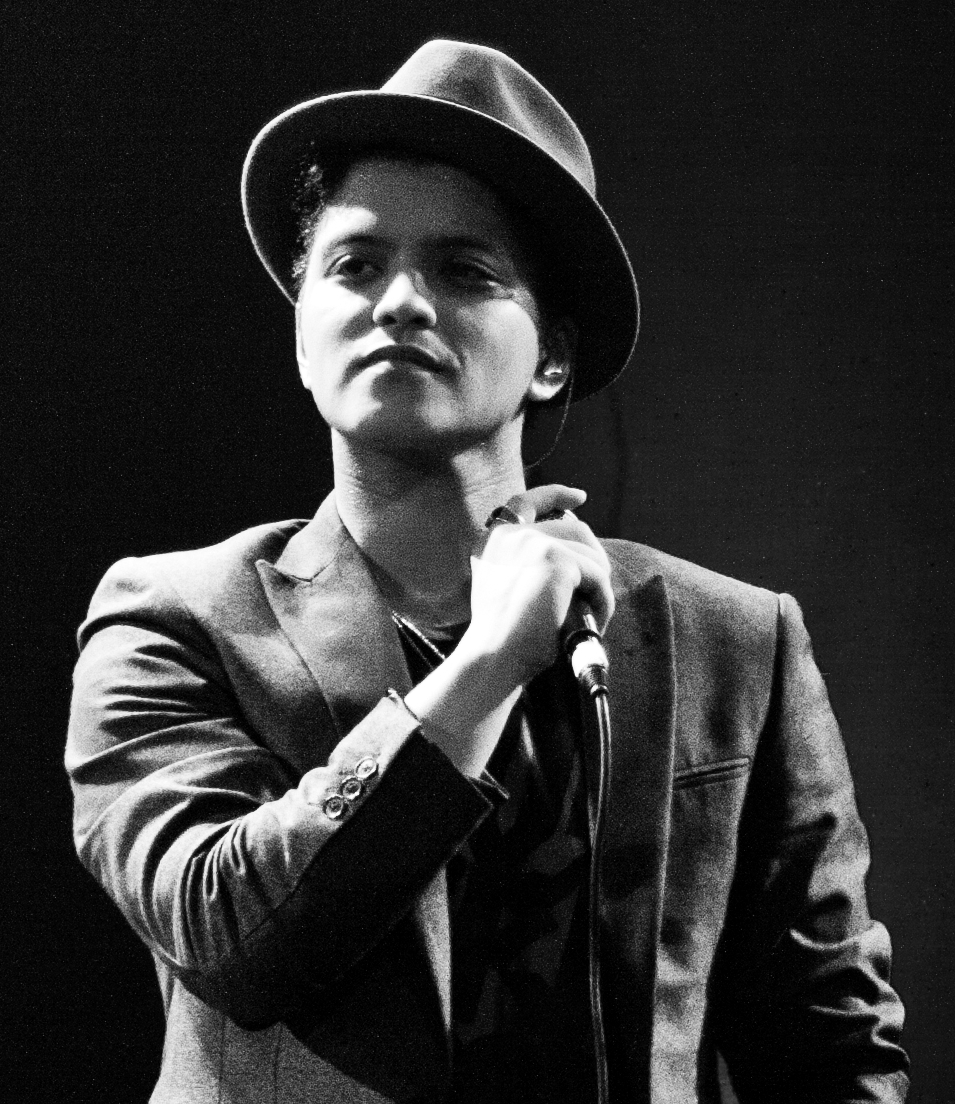
ブルーノ・マーズ

韓国の4人組ガールズグループ・BLACKPINKのメインボーカルであるロゼと、アメリカのシンガーソングライター、ブルーノ・マーズのコラボ曲。当楽曲は、2024年12月6日にリリースされるロゼ初のスタジオ・アルバム『ロージー』からのリードシングルとなっている。
楽曲タイトルの由来は韓国語の「아파트（アパトゥ）」で、もとはアパートメントの意味。韓国内で広く知られる飲み会ゲーム（アパトゥゲーム（아파트 게임））にインスパイアされたもので、作詞・作曲・プロデュースはロゼやブルーノを含むチームメンバーで行われた。冒頭は「チェヨン（ロゼの本名）が好きなランダムゲーム、 ゲームスタート」と韓国語のフレーズから始まる。
トラックは1982年のトニー・バジル「Mickey」をインターポレーションしている。そのためMike Chapman、Nicky Chinnも共同で制作者としてクレジットされている。

## チャート成績
楽曲はグローバルチャートBillboard Global 200で9週連続を含む通算12週首位を獲得した。全米チャートBillboard Hot 100では最高3位を記録し、ロゼにとって初のトップ10ヒットとなった（ブルーノは20回目）。また、全英シングルチャートでは最高2位を記録した。
日本の音楽チャートBillboard JAPAN Hot 100では、3週連続を含む通算5週首位を獲得した。同チャートで洋楽が首位を獲得するのは2013年以来で約11年半ぶりとなった。